# Hecalapona panamella
Hecalapona panamella är en insektsart som beskrevs av Delong 1981. Hecalapona panamella ingår i släktet Hecalapona och familjen dvärgstritar. Inga underarter finns listade i Catalogue of Life.